# 勒梅尼勒韦讷龙
勒梅尼勒韦讷龙（法語：Le Mesnil-Véneron，法語發音：[lə menil venʁɔ̃]）是法国芒什省的一个市镇，属于圣洛区。该市镇总面积2.86平方公里，2009年时的人口为104人。

## 人口
勒梅尼勒韦讷龙人口变化图示